# Juanicio el Grande
Juanicio el Grande (en griego, Όσιος Ιωαννίκιος ο Μέγας 752, Marikat, Bitinia - 4 de noviembre de 846 en Antidium) fue un santo cristiano bizantino, sabio, teólogo, y profeta. Conocido por su devoto ascetismo y defensa de la iconodulia, Juanicio pasó la mayor parte de su vida como ermitaño en el Monte Uludağ, cerca de lo que es hoy Bursa, Turquía. Juanicio vivió bajo el reino del Emperador Teófilo, iconoclasta reconocido, lo cual contrastaba con la iconodulia de Juanicio. La iconodulia sería más tarde restaurada en el Imperio Bizantino bajo el reinado de la emperatriz Teodora, una medida que algunos devotos atribuyen a la influencia y las profecías de Juanicio. Juanicio sirvió en el Ejército Bizantino en su juventud antes de volcar su vida al estudio ascético y la contemplación monástica. Es venerado el 4 de noviembre en la Iglesia católica y el 17 de noviembre en la Iglesia ortodoxa.

## Primeros años
En un estilo similar a muchos otros santos medievales cristianos, casi no hay fuentes primarias sobre la vida de Juanicio que no sean hagiografícas en naturaleza. Escolares Bizantinos se han referido en consecuencia primariamente a dos hagiografías que son las fuentes fundamentales sobre la vida de Juanicio. Acorde a estas, Juanicio nació en el año 752 en la ciudad de Marikat, en una familia humilde de criadores de cerdos. Juanicio fue devotamente espiritual desde su juventud, y frecuentemente buscó la soledad para poder así orar y contemplar. Cuando Juanicio alcanzó la adultez, el fue enrolado en el Ejército Bizantino por el emperador León IV, y sirvió honorablemente, ganándose el laudo de sus compañeros en armas. Después de su servicio militar que duró seis años, Juanicio quiso entrar en la vida espiritual y se unió a un monasterio. Aunque él deseaba irse inmediatamente a retirarse en la naturaleza, se quedó en el monasterio por dos años, durante los cuales memorizo los Salmos de corazón. Luego de dos años, escapó al Monte Uludağ, donde permaneció como un ermitaño por el resto de su vida.

## Vida como ascético
Según las hagiografías, Juanicio estuvo el resto de su vida como un ascético on Uludağ, con años dedicados a la soledad, el estudio y la oración. Juanicio pasó la mayor parte de su tiempo recitando los salmos y meditando sobre la vida de Cristo, pero las hagiografías también le atribuyen algunos milagros y profecías. Entre las muchas historias relatadas en las fuentes hagiografícas, se atribuye a Juanicio el haber salvado de las serpientes a la isla de Thasos, llevando a prisioneros griegos fuera de prisión, y salvando a una monja de romper su voto de castidad. En una de sus historias más famosas, Juanicio encontró a una monja cerca de Uludağ huyendo de su convento, queriendo casarse. Juanicio intervino, asumiendo todos los dolores de su pecado y permitiéndole seguir siendo una monja devota. Juanicio era tan cercano a Dios y tan devoto a su soledad, que era capaz de hacerse invisible según la hagiográfia.
Además de las narraciones milagrosas, a Juanicio también se le da cierta importancia en la historia bizantina, en particular en lo que respecta a la iconodulia. Aunque Juanicio nació en una familia iconoclasta, más tarde se convirtió en un devoto creyente de la iconodulia. Durante el reinado del iconoclasta Emperador Teófilo, Juanicio profetizó que la iglesia bizantina eventualmente volvería a abrazar la veneración de iconos, una profecía que los devotos interpretan que se cumplió durante el reinado de la Emperatriz Theodora cuando ella restauró la veneración de iconos en el Triunfo de la Ortodoxia. Juanicio también se le atribuye que bendijo al joven San Focio el Grande quien se convertiría en un ilustre y venerado Patriarca de Constantinopla.

## Muerte y legado
Acorde a la mayoría de fuentes, Juanicio murió en soledad el 4 de noviembre del año 846, a la edad de 94. Él es venerado como Santo por la Iglesia católica, por la Iglesia ortodoxa, y la Comunión Anglicana. Una breve oración que generalmente se atribuye a Juanicio se dice de vez en cuando después de las lecturas de los Salmos en los servicios de la iglesia.
«Mi esperanza es el Padre, mi refugio es el Hijo, mi refugio es el Espíritu Santo. Oh Santísima Trinidad, Gloria a ti.» — Oración de san Juanicio.

## Recursos adicionales

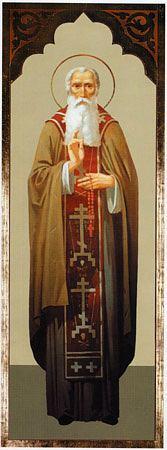
Icono Ortodoxo de san Juanicio el Grande.
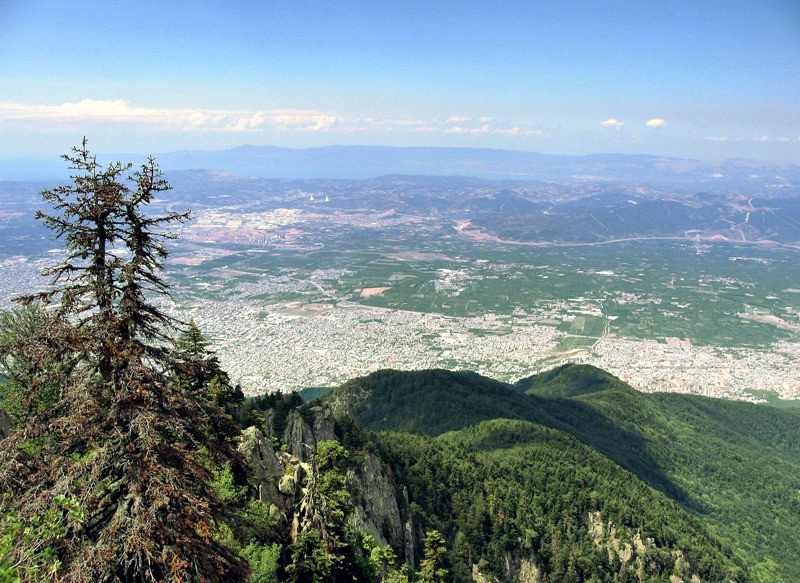
Monte del Olimpo Misiano (Uludag en Turquía, con vista a Bursa), donde San Juanicio se retiró y realizó sus hazañas ascéticas como ermitaño. La montaña todavía se conoce como Keşiş Dağı, «Montaña de los monjes».